# Boss NS-2 Noise Suppressor
Boss NS-2 Noise Suppressor är en effektpedal för gitarr, tillverkad av Roland Corporation under varumärket Boss från 1987. Effektpedalen tillverkades ursprungligen i Japan, och senare i Taiwan och även Malaysia.

## Historia
Boss NS-2 Noise Suppressor är huvudsakligen en noise gate, som eliminerar brus och brum, från till exempel distorsionspedaler i användarens signalkedja. Den fungerar även som en strömförsörjningspedal med en effektloop. Den kan förse flera andra pedaler med ström när den drivs med en strömadapter. Boss NS-2 Noise Suppressor har en tvålägesswitch för att växla mellan brusreduktion och mute.
Boss NS-2 Noise Suppressor använder annorlunda kretsar än föregångaren Boss NF-1 Noise Gate, då den tar bort allt ljud under en viss decibelnivå. Boss NS-2 Noise Suppressor skiljer aktivt på brum och gitarrsignal, och släpper således förbi gitarrsignalen samtidigt som bruset elimineras.